# Delfina Castagnino
Delfina Castagnino ( Buenos Aires, Argentina, 1 de abril de 1981) es una montajista, guionista y directora de cine que ha recibido diversos premios por su labor.

## Actividad profesional
Egresó de la Universidad del Cine y en el 2000 fue asistente de dirección en el cortometraje ¿Qué hacemos con Pablito?. En el 2004 comenzó a trabajar como montajista en Los muertos 2004 y continuó haciéndolo en más de una treintena de filmes, habiendo estado nominada al Premio al Mejor Montaje de la Academia de las Artes y Ciencias Cinematográficas de la Argentina y por la Asociación de Cronistas Cinematográficos de la Argentina tanto por El estudiante como por La patota.
Su primer largometraje fue Lo que más quiero (2010) que obtuvo varios premios en el Buenos Aires Festival Internacional de Cine Independiente 2010 y en el Festival Internacional de Cine de Mar del Plata. El siguiente fue Angélica, también premiado en el Festival de Cine de Mar del Plata. El sitio web Visión del Cine dijo que la película era "Sofocante y opresiva… una de esas películas que muestra cuál es el camino del nuevo cine argentino cuando pretende abarcar el género, deconstruyendo y reinventándolo no en pos del mero efectismo, sino como parte de la construcción integral de este hipnótico y enigmático personaje.... debería ser un film dramático, pero pone en juego las cualidades de un thriller, logrando así generar en el espectador una gran cantidad de suspenso y tensión, volviendo más efectiva la construcción de la decadencia de este personaje con el cual queremos empatizar, aunque se vuelve más difícil con cada minuto que pasa. Por su parte Página 12 opinó que "En Angélica…, la crisis asoma como irremediable y la cámara no intenta respirar sino que, por el contrario, asfixia. La crisis es igual de terminal que el estado de esa casa que se derrumba a la par de su protagonista. …el valor de Angélica radica en todo lo que se construye alrededor de esa metáfora, empezando por los contornos de una mujer cuya ambigüedad vuelve imposible discernir un carácter único.”

## Filmografía
Intérprete
- Segunda luna de miel (cortometraje 2014)

Director
- Angélica (2020)
- Lo que más quiero (2010).

Asistente de Dirección
- Fantasma  (2006)

Ayudante de dirección
- ¿Qué hacemos con Pablito? (cortometraje 2000)

Guionista
- Angélica (2020)
- Lo que más quiero (2010)
- Hotel Samsara (cortometraje 2002)

Coordinación de producción
- El amor (primera parte) (2004)

Montaje
- Chaco  (2020)
- Ciegos  (2019)
- El cuidado de los otros  (2019)
- Venezia  (2019)
- Angélica (2020)
- Rosita  (2019)
- Tampoco tan grandes  (2018)
- Paisaje  (2018)
- Princesita (2018)
- Alanis (2017)
- Tigre (2017)
- El pampero (2017)
- Los globos (2016)
- Mate-me por favor  (2016)
- Alias María (2016)
- La patota (2015).
- La vida después (2015)
- Al final de la noche (cortometraje 2014)
- El cerrajero  (2014)
- Ciencias naturales (2015)
- Mauro  (2014)
- Los posibles (mediometraje	2013).
- La playa de México (cortometraje	2013)
- Algunas chicas  (2013)
- Mujer conejo  (2013)
- Villegas  (2012)
- Los salvajes  (2012)
- El estudiante  (2011)
- Cynthia todavía tiene las llaves (cortometraje 2010)
- Lo que más quiero  (2010)
- El tango de mi vida  (2009, documental)
- Todos mienten  (2009)
- Luego  (2008)
- Fantasma  (2006)
- Los muertos  (2004)
- Las manos (cortometraje 2004)

Montaje adicional
- Casa del Teatro  (2018)

Asistente de montaje
- Aguas Verdes  (2010)
- El tango de mi vida  (2008)
- Liverpool  (2008)

Coordinación de posproducción
- El verano de David (cortometraje 2008)
- El tango de mi vida (2008)
- La madre de Ernesto (cortometraje 2008)
- Sangre en la boca (cortometraje 2008)
- Militante del amor (cortometraje	2008)

Edición de sonido
- En carne viva (cortometraje 2013)

Asistente de dirección
- ¿Qué hacemos con Pablito? (cortometraje 2000)

Productor
- Hotel Sansara (cortometraje 2002)

Diseño de producción
- El amor - primera parte  (2005)

## Premios y nominaciones
Academia de las Artes y Ciencias Cinematográficas de la Argentina
- Nominada al Premio Sur  2018  al Mejor Montaje con La patota
- Nominada al Premio Sur  2011  al Mejor Montaje con El estudiante

Asociación de Cronistas Cinematográficos de la Argentina
- Nominada al Premio Cóndor de Plata 2016  al Mejor Montaje por La patota
- Nominada al PremioCóndor de Plata  2011  al Mejor Montaje con El estudiante

Buenos Aires Festival Internacional de Cine Independiente
- Lo que más quiero   ganadora del Premio 2010 a la Mejor Película argentina
- Lo que más quiero   nominada al Premio FIPRECI 2010 a la Mejor Película

Festival Internacional de Cine de Mar del Plata
- Angélica ganadora del Premio 2019 a la Mejor Película en la competencia argentina.